# 貝爾克里克鎮區 (內布拉斯加州伯特縣)
貝爾克里克鎮區（英語：Bell Creek Township）是位於美國內布拉斯加州伯特縣的一個行政鎮區。

## 地方資料
貝爾克里克鎮區的面積為92.64平方千米，皆為陸地。根據2020年美國人口普查的數據，當地共有人口228人，而人口密度為每平方千米2.46人。